# نیروی هوافضای سپاه پاسداران انقلاب اسلامی
نیروی هوافضای سپاه پاسداران انقلاب اسلامی (به‌اختصار: نهسا) شاخه‌ای از سپاه پاسداران انقلاب اسلامی است، که در سال ۱۳۸۸ با ادغام نیروی هوایی سپاه پاسداران و بخش فضایی (موشکی و فضایی) به آن، تشکیل شد. این سازمان علاوه بر وظایف نیروی هوایی، مأموریت‌های موشکی و فضایی سپاه پاسداران را نیز برعهده دارد.
فرماندهی این نیرو از زمان تأسیس تا حمله اسرائیل به ایران در ژوئن ۲۰۲۵ (۲۳ خرداد ۱۴۰۴) 
برعهده سرتیپ پاسدار امیرعلی حاجی‌زاده بود. به جز حاجی‌زاده، در این حمله تمام رده بالای فرماندهی نیروی هوافضای سپاه پاسداران انقلاب اسلامی شهید شدند.

## شلیک موشک به پرواز شمارهٔ ۷۵۲ هواپیمایی بین‌المللی اوکراین
پرواز شمارهٔ ۷۵۲ هواپیمایی بین‌المللی اوکراین، پروازی مسافربری متعلق به هواپیمایی بین‌المللی اوکراین از مبدأ تهران به مقصد کی‌یف بود که در ۱۸ دی ۱۳۹۸ (۸ ژانویه ۲۰۲۰) هدف شلیک پدافند هوایی سپاه پاسداران انقلاب اسلامی قرار گرفت و ساقط شد. همهٔ ۱۷۶ سرنشین این پرواز جان باختند. حکومت جمهوری اسلامی و سپاه مسئولیت آن را برعهده گرفتند. امیرعلی حاجی‌زاده به عنوان فرمانده این نیرو و مقام مسئول با حاضر شدن در برنامه تلویزیونی از مردم و بازماندگان عذر خواهی و قبول عهده مسئولیت این واقعه کرد. سر انجام دادگاه ایتالیا و کانادا مقصر بودن شرکت اوکراینی را در این حادثه تأیید کرد و ملزم به پرداخت دیه به خانواده جانباختگان کرد و طرف نظامی ایران را علیرغم عدم حضور نماینده دائمی و حضور وکیل تسخیری تبرئه کردند.

## سرنگونی پهپاد آمریکایی توسط ایران
در ۱۹ ژوئن ۲۰۱۹ یک پهپاد نورثروپ گرومن آر کیو-۴ گلوبال هاوک در تنگه هرمز توسط یک موشک زمین به هوای ایرانی مورد اصابت قرار گرفت. سامانه سوم خرداد این پهپاد را شکار کرده است.

## فرماندهان ارشد
- فرمانده: سرتیپ پاسدار سید حسین موسوی افتخاری
- جانشین فرمانده:؟
- معاون هماهنگ‌کننده: سرتیپ پاسدار فریدون سقایی
- فرمانده فضایی: سرتیپ دوم پاسدار علی جعفرآبادی[۹]
- فرمانده پدافند هوایی: سرتیپ پاسدار رضا شبان[۱۰]

## هواپیماها و بالگردها
| هواپیما                                             | نوع کاربری                                          | در حال خدمت                                         | توضیحات                                                                    | تصویر                                               |
| بالگردها، جنگنده‌ها و جنگنده‌های پشتیبانی نزدیک هوایی | بالگردها، جنگنده‌ها و جنگنده‌های پشتیبانی نزدیک هوایی | بالگردها، جنگنده‌ها و جنگنده‌های پشتیبانی نزدیک هوایی | بالگردها، جنگنده‌ها و جنگنده‌های پشتیبانی نزدیک هوایی                        | بالگردها، جنگنده‌ها و جنگنده‌های پشتیبانی نزدیک هوایی |
| --------------------------------------------------- | --------------------------------------------------- | --------------------------------------------------- | -------------------------------------------------------------------------- | --------------------------------------------------- |
| امبرائر ئی‌ام‌بی ۳۱۲ توکانو                           | آموزشی تهاجمی سبک                                   | ۲۵ فروند                                            | نوع تهاجمی سبک                                                             |                                                     |
| بل ای‌اچ-۱ کبرا/طوفان                                | بالگرد تهاجمی                                       | ۲۶ فروند                                            | در هوانیروز سپاه                                                           |                                                     |
| سوخو-۲۲ فیتر                                        | بمب‌افکن تاکتیکی                                     | ۱۰ فروند                                            | فراری از عراق                                                              |                                                     |
| شاهد ۲۸۵                                            | بالگرد تهاجمی                                       | ۹ فروند                                             | در هوانیروز و نیروی دریایی سپاه                                            |                                                     |
| ترابری                                              |                                                     |                                                     |                                                                            |                                                     |
| ایل-۷۶                                              | هواپیمای راهبردی                                    | ۵ فروند                                             | فراری از عراق                                                              |                                                     |
| آنتونوف-۷۴                                          | ترابرد تاکتیکی                                      | ۱۱ فروند                                            |                                                                            |                                                     |
| داسو فالکن ۲۰                                       | پشتیبانی ترابرد                                     | ۳ فروند                                             |                                                                            |                                                     |
| هاربین وای-۱۲                                       | ترابرد                                              | ۸ فروند                                             |                                                                            |                                                     |
| بالگرد ترابری                                       |                                                     |                                                     |                                                                            |                                                     |
| میل-۱۷                                              | ترابرد و مسلح                                       | ۴۳ فروند                                            | در هوانیروز و نیروی دریایی سپاه                                            |                                                     |
| بل ۴۱۲                                              | ترابرد                                              |                                                     |                                                                            |                                                     |
| شاهد ۲۷۸                                            | ترابرد و مسلح                                       | ۱۳ فروند                                            | در هوانیروز و نیروی دریایی سپاه                                            |                                                     |
| بل ۲۱۴                                              | ترابرد                                              | ۵ فروند                                             | در هوانیروز سپاه                                                           |                                                     |
| پهپاد                                               |                                                     |                                                     |                                                                            |                                                     |
| ابابیل۱                                             | پهپاد                                               | ۲۰۰ الی ۳۰۰ فروند                                   |                                                                            |                                                     |
| ابابیل ۲                                            | پهپاد                                               | ۲۰۰ فروند                                           |                                                                            |                                                     |
| ابابیل ۳                                            | پهپاد                                               | ۱۵۰ فروند                                           |                                                                            |                                                     |
| ابابیل ۴                                            | پهپاد                                               | ۱۲۰ فروند                                           |                                                                            |                                                     |
| ابابیل ۵                                            | پهپاد                                               | ۱۰۰ فروند                                           |                                                                            |                                                     |
| حدید ۱۱۰                                            | پهپاد                                               | ۸۰ فروند                                            |                                                                            |                                                     |
| غزه                                                 | پهپاد                                               | ۵۰ فروند                                            | نام دیگر آن شاهد ۱۴۹ می‌باشد                                                |                                                     |
| مهاجر ۶                                             | پهپاد                                               | ۱۸۰ فروند                                           |                                                                            |                                                     |
| مهاجر ۱۰                                            | پهپاد                                               | ۱۲۰ فروند                                           |                                                                            |                                                     |
| کرار                                                | پهپاد                                               | ۷۰ فروند                                            |                                                                            |                                                     |
| شاهد ۱۲۹                                            | پهپاد                                               | ۱۵۰ فروند                                           |                                                                            |                                                     |
| شاهد ۱۴۷                                            | پهپاد                                               | ۱۰۰ فروند                                           |                                                                            |                                                     |
| شاهد ۱۶۱                                            | پهپاد                                               | ۸۰ فروند                                            |                                                                            |                                                     |
| شاهد ۱۴۱                                            | پهپاد                                               | ۷۰ فروند                                            |                                                                            |                                                     |
| شاهد ۲۳۸                                            | پهپاد                                               | نامشخص                                              | نسخه توربو جت شاهد ۱۳۶                                                     |                                                     |
| شاهد ۱۳۶                                            | پهپاد                                               | نامشخص                                              |                                                                            |                                                     |
| سایه                                                | پهپاد                                               | ۱۵۰ فروند                                           | کپی‌برداری از بوئینگ اسکن‌ایگل                                               |                                                     |
| سیمرغ                                               | پهپاد                                               | ۵۰ فروند                                            | نسخه کپی‌شده از لاکهید مارتین آر کیو ۱۷۰ سنتینل نام دیگر آن شاهد ۱۷۱ می‌باشد |                                                     |
| صاعقه                                               | پهپاد                                               | ۸۰ فروند                                            | نسخه رزمی و کپی‌شده از لاکهید مارتین آر کیو ۱۷۰ سنتینل                      |                                                     |

## موشک‌ها
لیست جامع موشک‌های نیروی هوافضای سپاه پاسداران (دسته‌بندی‌شده)
| نام موشک        | نوع موشک          | برد تقریبی          | توضیح کوتاه                   |
| --------------- | ----------------- | ------------------- | ----------------------------- |
| شهاب ۱          | بالستیک برد کوتاه | حدود ۳۰۰ کیلومتر    | موشک کوتاه برد خانواده شهاب   |
| شهاب ۲          | بالستیک برد کوتاه | حدود ۳۰۰ کیلومتر    | نسخه ارتقا یافته شهاب ۱       |
| نازعات          | بالستیک برد کوتاه | حدود ۲۰۰ کیلومتر    | موشک تاکتیکی کوتاه برد        |
| فاتح ۱۱۰        | بالستیک برد کوتاه | حدود ۳۰۰ کیلومتر    | سوخت جامد، دقت بالا           |
| فاتح ۳۱۳        | بالستیک برد کوتاه | حدود ۵۰۰ کیلومتر    | نسخه جدید فاتح با دقت بیشتر   |
| فاتح مبین       | بالستیک برد کوتاه | حدود ۳۰۰ کیلومتر    | بهینه‌سازی شده فاتح            |
| زلزال ۱/۲/۳     | بالستیک برد کوتاه | حدود ۲۰–۳۰ کیلومتر  | موشک کوتاه برد با دقت بالا    |
| قیام ۱          | بالستیک برد کوتاه | حدود ۷۰۰ کیلومتر    | فناوری جدید، دقت و برد متوسط  |
| رعد ۵۰۰         | بالستیک برد کوتاه | حدود ۵۰۰ کیلومتر    | موشک تاکتیکی متوسط برد        |
| فتح ۳۶۰         | بالستیک برد کوتاه | حدود ۱۲۰ کیلومتر    | موشک تاکتیکی با برد متوسط     |
| جهاد            | بالستیک برد کوتاه | حداکثر ۱۰۰۰ کیلومتر | سرعت و دقت بالا               |
| قدر ۱ و ۱۱      | بالستیک برد متوسط | ۲۰۰–۴۰۰ کیلومتر     | سوخت مایع، دقت مناسب          |
| قدر ۱۱۰         | بالستیک برد متوسط | حدود ۱۶۵۰ کیلومتر   | نسخه ارتقا یافته قدر          |
| عاشورا          | بالستیک برد متوسط | حدود ۱۲۰۰ کیلومتر   | برد متوسط با دقت بالا         |
| سجیل            | بالستیک برد متوسط | حدود ۲۰۰۰ کیلومتر   | سوخت جامد، نسخه بهینه شهاب-۳  |
| فجر ۳           | بالستیک برد متوسط | نامشخص              | موشک راکتی با دقت نسبی        |
| عماد            | بالستیک برد متوسط | حدود ۱۷۰۰ کیلومتر   | سوخت مایع، دقت بالا           |
| ذوالفقار        | بالستیک برد متوسط | حدود ۷۰۰ کیلومتر    | سرجنگی سنگین، دقت بالا        |
| خرمشهر          | بالستیک برد متوسط | حدود ۱۳۰۰ کیلومتر   | برد بالا، دقت متوسط           |
| حاج قاسم        | بالستیک برد متوسط | حدود ۱۴۰۰ کیلومتر   | سرعت ۵ ماخ، دقت بالا          |
| دزفول           | بالستیک برد متوسط | حدود ۱۰۰۰ کیلومتر   | موشک پیشرفته بالستیک          |
| خیبرشکن         | بالستیک برد متوسط | ۱۴۵۰–۱۸۰۰ کیلومتر   | موشک هایپرسونیک و دقیق        |
| فاتح ۱          | هایپرسونیک        | حدود ۱۴۰۰ کیلومتر   | سرعت ۱۳ ماخ                   |
| فتاح ۲          | هایپرسونیک        | نامشخص              | نسخه پیشرفته فتاح ۱           |
| نصر ۱           | کروز ضدکشتی       | حدود ۳۵ کیلومتر     | نسخه سبک و کوتاه برد          |
| کوثر            | کروز ضدکشتی       | ۲۰–۱۵ کیلومتر       | موشک کروز ضدکشتی با برد پایین |
| ظفر             | کروز ضدکشتی       | نامشخص              | موشک کروز ضدکشتی با برد پایین |
| نور             | کروز ضدکشتی       | حدود ۳۰–۱۷۰ کیلومتر | موشک کروز ضدکشتی با برد بالا  |
| قادر            | کروز ضدکشتی       | حدود ۲۰۰ کیلومتر    | موشک کروز ضدکشتی با برد بالا  |
| ابومهدی         | کروز ضدکشتی       | حدود ۱۰۰۰ کیلومتر   | موشک کروز ضدکشتی با برد بالا  |
| قدیر            | کروز ضدکشتی       | حدود ۳۰۰ کیلومتر    | موشک ضد کشتی                  |
| نصیر            | کروز ضدکشتی       | ۹۰–۱۰ کیلومتر       | موشک ضد کشتی                  |
| یا علی          | کروز دوربرد       | حدود ۷۰۰ کیلومتر    | موشک کروز دوربرد              |
| مشکات           | کروز دوربرد       | حدود ۲۰۰۰ کیلومتر   | موشک کروز سطح به سطح          |
| سومار           | کروز دوربرد       | حدود ۲۰۰۰ کیلومتر   | موشک کروز با برد بالا         |
| قیصر            | کروز دوربرد       | حدود ۲۰۰۰ کیلومتر   | قابلیت نفوذ بالا              |
| کروز پاوه       | کروز دوربرد       | حدود ۱۶۵۰ کیلومتر   | قابلیت عبور از مسیرهای پیچیده |
| بصیر            | کروز تاکتیکی      | حدود ۱۳۰۰ کیلومتر   | موشک کروز تاکتیکی             |
| هویزه           | کروز تاکتیکی      | حدود ۱۳۵۰ کیلومتر   | موشک کروز تاکتیکی             |
| ستار ۱/۲/۳/۴    | هوا به زمین       | حدود ۲۰ کیلومتر     | موشک هدایت‌شونده هوا به زمین   |
| قاصد ۱/۲/۳      | هوا به زمین       | ۱۰۰–۴۰ کیلومتر      | موشک هدایت‌شونده هوا به زمین   |
| بینا            | هوا به زمین       | حدود ۲۰ کیلومتر     | موشک هدایت‌شونده هوا به زمین   |
| سدید ۳۴۵        | هوا به زمین       | ۱۰–۸ کیلومتر        | موشک هدایت‌شونده هوا به زمین   |
| شفق             | هوا به زمین       | حدود ۲۰ کیلومتر     | موشک هدایت‌شونده هوا به زمین   |
| حیدر            | هوا به زمین       | ۱۲–۸ کیلومتر        | موشک هدایت‌شونده هوا به زمین   |
| قمر بنی هاشم    | هوا به زمین       | حدود ۸ کیلومتر      | موشک هدایت‌شونده هوا به زمین   |
| اخگر            | هوا به زمین       | حدود ۳۰ کیلومتر     | موشک هدایت‌شونده هوا به زمین   |
| قائم            | هوا به زمین       | حدود ۶ کیلومتر      | موشک هدایت‌شونده هوا به زمین   |
| قائم            | هوا به زمین       | نامشخص              | موشک هدایت‌شونده هوا به زمین   |
| الماس           | هوا به زمین       | حدود ۸ کیلومتر      | موشک هدایت‌شونده هوا به زمین   |
| دهلاویه هواپایه | هوا به زمین       | حدود ۸ کیلومتر      | موشک هوا به زمین پیشرفته      |

## پدافندها
لیست جامع پدافندهای نیروی هوافضای سپاه پاسداران (دسته‌بندی‌شده)
| دسته‌بندی                     | نام سامانه / رادار             | نوع                      | برد تقریبی            | توضیح کوتاه                                                                                           |
| ---------------------------- | ------------------------------ | ------------------------ | --------------------- | --- |
| سامانه‌های پدافندی بومی ایران | باور ۳۷۳                       | پدافند برد بلند          | حدود ۲۰۰–۳۰۰ کیلومتر  | سامانه پدافند هوایی بلندبرد بومی با قابلیت رهگیری اهداف تا ۳۰۰ کیلومتر و ارتفاع ۳۲ کیلومتری           |
| سامانه‌های پدافندی بومی ایران | خرمشهر                         | سامانه دفاع هوایی        | نامشخص                | طراحی شده برای مقابله با تهدیدات هوایی                                                                |
| سامانه‌های پدافندی بومی ایران | مراقب                          | پدافند نقطه‌ای            | نامشخص                | محافظت از تأسیسات حیاتی و حساس                                                                        |
| سامانه‌های پدافندی بومی ایران | قائم                           | پدافند کوتاه برد         | نامشخص                | سامانه موشکی زمین به هوا کوتاه‌برد                                                                     |
| سامانه‌های پدافندی بومی ایران | مهاجر                          | رهگیری اهداف هوایی       | نامشخص                | رهگیری اهداف هوایی با ارتفاع پایین و متوسط                                                            |
| سامانه‌های پدافندی بومی ایران | ۱۵ خرداد                       | پدافند برد متوسط         | حدود ۱۲۰ کیلومتر      | توانایی شناسایی و انهدام همزمان ۶ هدف هوایی                                                           |
| سامانه‌های پدافندی بومی ایران | رعد                            | پدافند برد متوسط و کوتاه | نامشخص                | طراحی شده برای مقابله با اهداف در برد متوسط و کوتاه                                                   |
| سامانه‌های پدافندی بومی ایران | سوم خرداد                      | پدافند برد متوسط و کوتاه | حدود ۵۰ تا ۷۵ کیلومتر | طراحی شده برای مقابله با اهداف در برد متوسط و کوتاه                                                   |
| سامانه‌های پدافندی کوتاه برد  | مجید                           | موشکی کوتاه‌برد           | حدود ۸ کیلومتر        | مقابله با پهپادها و موشک‌های کروز ارتفاع پایین                                                         |
| سامانه‌های پدافندی کوتاه برد  | جوشن                           | موشکی ارتفاع متوسط       | نامشخص                | رهگیری بدون ارسال تشعشع راداری                                                                        |
| سامانه‌های پدافندی کوتاه برد  | زوبین                          | موشکی کوتاه‌برد           | حدود ۲۰ تا ۳۰ کیلومتر | مقابله با موشک‌های کروز، هواپیماهای بدون سرنشین، جنگنده‌های متخاصم در ارتفاع کم و همچنین مهمات دورایستا |
| سامانه‌های پدافندی خارجی      | S-300                          | پدافند بلندبرد           | حدود ۲۰۰ کیلومتر      | سامانه بلندبرد روسی، مورد استفاده در کنار باور ۳۷۳                                                    |
| سامانه‌های پدافندی خارجی      | Tor-M1                         | پدافند کوتاه برد         | حدود ۱۲ کیلومتر       | دفاع هوایی کوتاه‌برد روسی                                                                              |
| رادارهای ایرانی              | سپهر                           | رادار برد بلند           | حدود ۳۰۰۰ کیلومتر     | رهگیری اهداف هوایی                                                                                    |
| رادارهای ایرانی              | قدیر                           | رادار پیشرفته            | حدود ۱۱۰۰ کیلومتر     | رادار پیشرفته با برد بلند                                                                             |
| رادارهای ایرانی              | معراج ۴                        | رادار سه‌بعدی             | حدود ۴۰۰ کیلومتر      | رادار سه‌بعدی برد متوسط                                                                                |
| رادارهای ایرانی              | بشیر                           | رادار مراقبتی            | نامشخص                | رهگیری پهپادها                                                                                        |
| رادارهای ایرانی              | مطلع‌الفجر                      | رادار دفاعی              | حدود ۵۰۰ کیلومتر      | مقابله با تهدیدات موشکی                                                                               |
| رادارهای ایرانی              | آرش                            | رادار سه‌بعدی             | حدود ۱۵۰ کیلومتر      | رادار سه‌بعدی برد کوتاه تا متوسط                                                                       |
| رادارهای ایرانی              | شهاب                           | رادار شناسایی            | نامشخص                | شناسایی موشک‌ها و پهپادها                                                                              |
| رادارهای ایرانی              | تلاش                           | رادار دفاعی              | نامشخص                | مقابله با تهدیدات موشکی                                                                               |
| رادارهای ایرانی              | حافظ                           | رادار میان‌برد            | نامشخص                | رهگیری پهپادها و موشک‌های کروز                                                                         |
| رادارهای ایرانی              | علیم                           | رادار چندمنظوره          | نامشخص                | تشخیص اهداف زمینی، هوایی و دریایی                                                                     |
| سامانه‌های جنگ الکترونیک      | سامانه‌های اخلالگر امواج راداری | جنگ الکترونیک            | نامشخص                | سیستم‌هایی برای فریب ناوبری دشمن                                                                       |

## قابلیت اطمینان در جبهه
نتیجهٔ حملات گسترده جمهوری اسلامی ایران به اسرائیل در تاریخ‌های ۱۳ آوریل و ۱ اکتبر، پرسش‌هایی را دربارهٔ کارایی نیروی موشکی این کشور و استراتژی نظامی مبتنی بر آن برانگیخته است. در حمله ماه آوریل، ایران حدود ۱۱۰ تا ۱۳۰ موشک بالستیک به سمت اسرائیل شلیک کرد. تقریباً نیمی از این موشک‌ها پس از پرتاب دچار نقص فنی شدند، نزدیک به نیمی دیگر رهگیری و منهدم شدند، و تنها حدود ۷ تا ۹ موشک به هدف رسیدند که خسارت اندکی وارد کردند و هیچ تلفات جانی نداشتند. همچنین، ۱۸۵ پهپاد و ۶ موشک کروز نیز پرتاب شدند که همگی در مسیر سرنگون شدند. با این وجود اسرائیل به شدت از انتشار عکس های اصابت موشک ها خود داری کرد که میتواند دلیلی بر اصابت دقیق موشک های ایرانی باشد. 
در ماه اکتبر، ایران حدود ۲۰۰ موشک بالستیک پرتاب کرد. به‌نظر می‌رسد که ۲۰ موشک بلافاصله پس از پرتاب دچار نقص شده و از کار افتادند؛ بیش از ۳۰ موشک به اسرائیل اصابت کردند و موجب وارد آمدن خساراتی به پایگاه هوایی نواتیم و چندین منطقه مسکونی شدند؛ شمار نامشخصی از موشک‌ها نیز در مسیر منهدم شدند. در نتیجه این حمله، یک فلسطینی در کرانه باختری بر اثر برخورد تکه‌های موشک کشته شد و یک شهروند اسرائیلی نیز به دلیل حمله قلبی ناشی از این حمله جان خود را از دست داد. به‌طور خلاصه، نتایج هر دو حمله در مقایسه با منابع صرف‌شده، نسبتاً ناچیز بود. با این وجود به علت هزینه های بالا سامانه های پدافندی اسرائیل مثل پیکان  ۲ و ۳ و فلاخن داوود ،  طبیعتا رهگیری موشک های ایرانی برای اسرائیل هزینه های گزافی تراشیده است.

## دانشگاه
از دانشگاه علوم و فنون هوافضای عاشورا به عنوان دانشگاه نیروی هوافضای سپاه نام برده می‌شود. مجتمع دانشگاهی هوافضای عاشورا با تجمیع مرکز آموزش آیت الله کاشانی و دانشکده‌های پدافند موشکی، علوم و فنون و پرواز در سال ۱۳۸۳ تشکیل شد. این دانشگاه در زمینه‌های آموزش خلبانی ، کنترل هوایی، خدمات پروازی، عملیات موشکی، عملیات پدافند، برق، الکترونیک و مکانیک هواپیمایی و موشکی را در مقاطع کاردانی و کارشناسی توانایی دارد. مرکز انتشارات این دانشگاه ۱۸ کتاب در موضوعات هوافضا به چاپ رسانده است.